# テリーサ・フィッツパトリック
テリーサ・フィッツパトリック（Theresa Fitzpatrick、1995年2月25日 - ）は、ニュージーランドの女子ラグビー選手。

## プロフィール
- ニュージーランド出身[1]。
- ポジションはセンター(CTB)。
- 身長 168cm、体重 75kg
- 女子ニュージーランド代表キャップは12（2022年11月現在）。

## 略歴
2016年、リオ五輪の7人制女子ニュージーランド代表に選ばれて銀メダルを獲得。
そして2021年、東京五輪の7人制女子ニュージーランド代表に選ばれて金メダル獲得。
2022年、ラグビーワールドカップ2021の女子ニュージーランド代表に選ばれて、ブラックファーンズ2大会連続優勝に貢献。
2024年、2024パリ五輪の7人制女子ニュージーランド代表に選ばれて金メダル獲得。

## 受賞歴
- ワールドラグビー女子15人制ドリームチーム:2022年[6]